# Marchais-en-Brie

Marchais-en-Brie este o comună în departamentul Aisne din nordul Franței. În 1 ianuarie 2018 avea o populație de 338 de locuitori.